# Стриптизёрши (фильм, 2019)
«Стриптизёрши» (англ. Hustlers) — американская криминальная комедийная драма режиссёра Лорин Скафарии. Фильм основан на статье журналистки издания New York Magazine Джессики Пресслер «Реванш стриптизёрш». Мировая премьера фильма состоялась 13 сентября 2019 года, премьера в России — 12 сентября.

## Сюжет
2014 год. Бывшая стриптизёрша из Нью-Йорка Дестини даёт интервью журналистке Элизабет и рассказывает историю, в которой принимала участие её подруга и наставница Рамона Вега.
Семь лет назад Дороти, известная под псевдонимом Дестини, устраивается на работу в стрип-клуб. В первый день девушка знакомится с танцовщицей Рамоной. Дестини учится у Рамоны выполнять танцевальные движения для привлечения клиентов. Дестини и Рамона начинают хорошо подрабатывать и вскоре становятся подругами. Год спустя разразился финансовый кризис 2007-08 годов, из-за которого Дестини и Рамона теряют работу. Рамона воссоединяется с Дестини и знакомит её с новыми подругами Мерседес и Аннабель. Рамона задумывает мошенническую схему заработка. Четвёрка женщин напаивает клиентов Уолл-стрит в баре и крадёт их банковские карты. Рамона добавляет в напиток дозу кетамина и MDMA, вызывающие потерю памяти и чувство эйфории. О схеме заработка узнают и другие стриптизёрши, из-за чего Рамона в ярости разрывает деловые отношения со стрип-клубом. Команда начинает заманивать клиентов в номера отелей и их дома. Мерседес и Аннабель становятся безнадёжными в данной практике, поэтому Рамона нанимает девушек, имеющих проблемы с наркотиками и законом. Опасения Дестини оправдываются, когда девушка доставляет смертельно раненного клиента в больницу. Дестини возвращается домой и узнаёт, что её бабушка умерла. На похоронах Дестини видится с Рамоной.
В 2014 году Дестини чувствует себя неловко и прекращает интервью. Спустя некоторое время Дестини звонит журналистке Элизабет и рассказывает, как её дружба с Рамоной — их преступная деятельность — распалась. Грубость Рамоны ставит крест в её отношениях с Дестини. Дестини больше не могла оправдывать свои преступления. Полицейские доставляют наркоманку Доун в участок, в конце концов у следователей появляется достаточно улик. Дестини, Рамону, Аннабель и Мерседес арестовывают. Дестини заключает сделку о признании вины, Рамону приговаривают к пяти годам условно, а Аннабель и Мерседес получают условный срок на 5 лет и они обязуются каждые выходные, на протяжении четырёх месяцев пребывать в тюремном заключении.
Прошёл год. Элизабет публикует статью. Во время разговора с Элизабет Рамона задумалась, что Дестини была единственным человеком, который был ей очень дорог в жизни. Об этом журналистка рассказывает Дестини и просит её позвонить Рамоне, чтобы загладить вину.
- Констанс Ву — Дороти / Дестини
- Дженнифер Лопес — Рамона Вега
- Карди Би — Даймонд
- Лили Рейнхарт — Аннабель
- Кеке Палмер — Мерседес
- Джулия Стайлз — Элизабет
- Лиззо — Лиз[7]
- Мерседес Рул — мама
- Трейс Лисетт — Трейси
- Ашер — камео
- Метте Таули — Джастис
- Мадлен Брюэр — Дон
- Сторми Майя — Энджел
- Фрэнк Уэйли — Риз
- Брэндон Кинер — Альфа
- Стивен Бойер — Даг
- Джон Глейзер — Марк
- Пол Э Нильсен — детектив Хантер
- Керсти Брайан — Эми
- Девин Рэтрей — Стивен
- Риз Койро — Спенсер

## Награды и номинации
- 2019 — премия «Спутник» за лучшую женскую роль второго плана (Дженнифер Лопес), а также две номинации за лучший комедийный фильм и за лучшую женскую роль в комедийном фильме (Констанс Ву).
- 2020 — номинация на премию «Золотой глобус» за лучшую женскую роль второго плана (Дженнифер Лопес).
- 2020 — номинация на премию Гильдии киноактёров США за лучшую женскую роль второго плана (Дженнифер Лопес).
- 2020 — три номинации на премию «Независимый дух»: лучший режиссёр (Лорин Скафария), лучшая женская роль второго плана (Дженнифер Лопес), лучшая операторская работа (Тодд Банхазл).
- 2020 — номинация на премию Лондонского кружка кинокритиков за лучшую женскую роль второго плана (Дженнифер Лопес).
- 2020 — номинация на премию «Золотая малина» в категории «Восстановление репутации» (Дженнифер Лопес).